# Chambre des députés (Tchéquie)
Pour les autres articles nationaux ou selon les autres juridictions, voir Chambre des députés.
9e législature (en)
Palais Thun
La Chambre des députés (en tchèque : Poslanecká sněmovna, abrégée parfois en PS) — officiellement la Chambre des députés du Parlement de la République tchèque (en tchèque : Poslanecká sněmovna Parlamentu České republiky) — est la chambre basse du Parlement de la République tchèque, conjointement avec la chambre haute, le Sénat. Après avoir occupé le Rudolfinum dans l'entre-deux-guerres, elle siège rue Sněmovní, dans le quartier de Malá Strana au Palais Thun à Prague.
Elle se compose de 200 députés, élus pour quatre ans au suffrage universel direct et à la représentation proportionnelle.

## Étymologie
Le Sněm désigne longtemps la diète des États de la couronne de Bohême. « Sněmovna » est construit sur cette racine avec le suffixe locatif « -ovna ».
Comme en français avec la « chambre des députés », par métonymie, la « Poslanecká sněmovna » a fini par désigner l'institution.

## Attributions
La Chambre des députés a les fonctions et les pouvoirs législatifs classiques d'une chambre basse d'un pays démocratique occidental : elle investit le gouvernement sur proposition du président de la République, peut censurer celui-ci, bénéficie du pouvoir d'initiative législative et vote les lois. En cas de conflit avec le Sénat, elle a prééminence sur celui-ci en deuxième lecture.
Au bout de deux tentatives infructueuses d'investiture, c'est au président de la Chambre qu'incombe la prérogative, normalement réservée au président de la République, de proposer un président du gouvernement.

## Système électoral
La Chambre des députés se compose de 200 députés élus pour un mandat de quatre ans selon un mode de scrutin proportionnel plurinominal à liste ouvertes dans 14 circonscriptions électorales.
Lors du vote, en plus de celui pour la liste de parti de leur choix, les électeurs peuvent aussi indiquer leur préférence pour un maximum de quatre des candidats inscrits sur la liste. Les candidats recueillant plus de 5 % des suffrages préférentiels à l'échelon régional sont placés en haut de la liste de leur parti. Lorsque plusieurs candidats recueillent plus de 5 % des votes préférentiels, ils sont classés par ordre du nombre total de votes préférentiels qu'ils ont recueillis.
Après décompte des suffrages, les sièges sont répartis dans chaque circonscription à la proportionnelle selon la méthode D'Hondt à tous les partis ayant franchi le seuil électoral de 5 % des suffrages exprimés au niveau national. Ce seuil passe à 8 % pour les coalitions de deux partis et 11 % pour les coalitions de trois partis et plus,.
Un allégement de ce seuil a été opéré début 2021. Il était auparavant de 5 % des suffrages exprimés pour un parti, 10 % pour les coalitions de deux partis, 15 % pour les coalitions de trois partis et 20 % pour les coalitions de quatre partis et plus. Ce système fait cependant l'objet d'une plainte d'un groupe de sénateurs, qui conduit la cour constitutionnel tchèque a déclarer le 2 février 2021 ces seuils inconstitutionnels.

## Dissolution
La Chambre ne peut être dissoute que par le président de la République, mais ce pouvoir de dissolution n'est pas discrétionnaire et son exercice n'est possible que lorsqu'une des quatre conditions suivantes est remplie :
- troisième refus successif de l'investiture d'un gouvernement ;
- lorsqu'elle ne se prononce pas dans un délai de trois mois sur un projet de loi sur lequel le gouvernement a engagé sa responsabilité ;
- interruption de séance dépassant les 120 jours ;
- lorsqu'elle ne peut délibérer dans un délai de trois mois, s'il n'y a pas eu interruption de séance et s'il y a eu des convocations répétées en vue de sa réunion.

Avant les élections de 2013, la Chambre des députés n'avait encore jamais été dissoute. La loi constitutionnelle 69/1998, en modifiant le système électoral, a rendu encore moins probables la survenance des troisième et quatrième conditions.

## Organisation
La Chambre des députés est présidée par un président élu par l'assemblée, qui est secondé par cinq vice-présidents. Ainsi qu'il est d'usage, les travaux de la Chambre des députés sont organisés par des comités et des commissions qui suivent chacune un sujet particulier (affaires sociales, éducation, culture, affaires européennes...). En cas de nécessité la Chambre des députés peut décider de constituer des commissions d'enquête.
La présidente est :
- Markéta Pekarová Adamová (TOP 09)

La 1re vice-présidente est :
- Věra Kovářová (STAN)

Les vice-présidents sont :
- Jan Bartošek (KDU-ČSL)
- Jan Skopeček (ODS)
- Olga Richterová (Piráti)
- Jana Mračková Vildumetzová (ANO)
- Karel Havlíček (ANO)

Les députés tchèques jouissent de l'immunité parlementaire dont bénéficient traditionnellement les élus des démocraties parlementaires. Le montant de leur indemnité parlementaire est nettement inférieure à ceux des pays d'Europe de l'Ouest et du Nord.

## Liste des présidents
| Période     | Nom                      | Parti  |
| ----------- | ------------------------ | ------ |
| 1993-1996   | Milan Uhde               | ODS    |
| 1996-1998   | Miloš Zeman              | ČSSD   |
| 1998-2002   | Václav Klaus             | ODS    |
| 2002-2006   | Lubomír Zaorálek         | ČSSD   |
| 2006-2010   | Miloslav Vlček           | ČSSD   |
| 2010-2013   | Miroslava Němcová        | ODS    |
| 2013-2017   | Jan Hamáček              | ČSSD   |
| 2017–2021   | Radek Vondráček          | ANO    |
| Depuis 2021 | Markéta Pekarová Adamová | TOP 09 |

## Composition
| Élections | ČSSD | ODS | KSČM | KDU-ČSL | ODA | US-DEU | SPD | SZ | TOP 09 | VV | ANO 2011 | Úsvit | STAN | Piráti | Total |
| --------- | ---- | --- | ---- | ------- | --- | ------ | --- | -- | ------ | -- | -------- | ----- | ---- | ------ | ----- |
| 1996      | 61   | 68  | 22   | 18      | 13  | -      |     | 0  | -      | -  | -        | -     |      |        | 200   |
| 1998      | 74   | 63  | 24   | 20      | 0   | 19     |     | 0  | -      | -  | -        | -     |      |        | 200   |
| 2002      | 70   | 58  | 41   | 13      | 0   | 13     |     | 0  | -      | 0  | -        | -     |      |        | 200   |
| 2006      | 74   | 81  | 26   | 13      | 0   | 0      |     | 6  | -      | 0  | -        | -     |      |        | 200   |
| 2010      | 56   | 53  | 26   | 0       | -   | 0      |     | 0  | 41     | 24 | -        | -     |      |        | 200   |
| 2013      | 50   | 16  | 33   | 14      | -   | 0      |     | 0  | 26     | 0  | 47       | 14    |      |        | 200   |
| 2017      | 15   | 25  | 15   | 10      | -   | -      | 22  | -  | 7      | -  | 78       | -     | 6    | 22     | 200   |
| 2021      | 0    | 34  | 0    | 23      | -   | -      | 20  | -  | 14     | -  | 72       | -     | 33   | 4      | 200   |

## Effort législatif
En janvier 1990, si le régime communiste tombe, rien n'est prêt au niveau législatif pour faire en sorte que l'économie de la République tchèque fonctionne selon l'économie de marché. Il faut réformer le Code du commerce, le Code des impôts, etc. La Chambre des députés s'attache avec zèle à la tâche :
- 161 lois passés en moyenne dans les années 1980 ;
- 610 lois passés en moyenne dans les trois années qui suivent la Révolution de Velours ;
- 330 lois passés en moyenne dans le reste des années 1990 ;
- 570 lois passés en moyenne entre 2000 et 2006 afin de préparer l'intégration dans la Communauté européenne et de rattraper l'acquis communautaire.

L'effort législatif est, on le voit, considérable tant pour les députés que pour les entreprises tchèques qui doivent constamment se maintenir à jour d'une législation en constant changement.